# La Ruée des Vikings
Pour plus de détails, voir Fiche technique et Distribution.
La Ruée des Vikings (titre italien : Gli invasori) est un film de cape et d'épée franco-italien réalisé par Mario Bava et sorti en 1961.
Giorgio Ardisson et Cameron Mitchell incarnent des frères vikings perdus de vue depuis longtemps au VIIIe siècle, dont l'un est élevé en Angleterre et l'autre en Scandinavie. Ils se rencontrent enfin après presque 20 ans, en tant que rivaux dans les camps opposés d'une guerre entre Anglais et Vikings. Il s'agit d'un remake libre du film américain Les Vikings (1958) de Richard Fleischer.

## Synopsis
En l'an 786 , lors d'un raid contre les envahisseurs dans le Dorset en Grand Bretagne, le roi viking Arald meurt. Ses deux enfants, Erik et Eron sont alors séparés. Peu de temps après, le roi Lothar d'Écosse est également assassiné et la nouvelle reine, Alice, trouve Erik près du champ de bataille et décide de l'élever comme le sien, cachant la vérité à tout le monde.
Après vingt ans, en terre viking, Eron tombe amoureux d'une vestale nommée Daya, mais il ne peut l'épouser que s'il devient roi. Olaf, quant à lui, fait pression pour que les Vikings aient le pouvoir sur la Mer du Nord et est invité à être chef de guerre. Pour obtenir ce titre, il doit cependant se heurter à Eron, l'autre candidat, qui le bat à plate couture. Sur le front anglais, Erik, déjà nommé duc de Helford, est nommé commandant de la flotte du royaume de la reine Alice, qui lui remet également une croix comme porte-bonheur.
Pendant ce temps, les Vikings se sont approchés et se heurtent à la flotte anglaise et Eron entre dans le château, favorisé par Rutford. Il fait prisonnière la reine tandis qu'Erik fait naufrage en terre viking où il est gardé et sauvé par une vestale nommée Rama, qui, voyant la croix qu'il porte, le reconnaît comme un Anglais et lui dit que la reine Alice est leur prisonnière. Le lendemain, lors de la fête de mariage d'Eron avec Daya, Erik tente une émeute mais est attrapé et mis au pilori. Plus tard, libéré par Rama qui fait boire un somnifère aux gardes, il s'enfuit avec elle. Eron, ayant appris l'évasion, se lance sur leur piste. Le trouvant, il lui fait face en duel, mais lors de la bagarre il remarque le signe qu'Erik porte sur sa poitrine, identique au sien et le reconnaît donc comme son frère.
Alors qu'Eron crie fort qu'il s'agit de son frère, un traître le frappe à la gorge avec une flèche. À ce stade, une bagarre générale éclate et Erik envahit le château, le libérant des griffes du méchant Rutford, qui est tué. Eron meurt et Erik et Rama partent avec le navire.

## Fiche technique
- Titre français : La Ruée des Vikings ou La Furie des Vikings ou Les Envahisseurs[1]
- Titre original italien : Gli invasori[2]
- Réalisation : Mario Bava
- Scénario : Mario Bava, Oreste Biancoli et Piero Pierotti
- Photographie : Mario Bava
- Montage : Mario Serandrei
- Musique : Roberto Nicolosi (it)
- Décors : Giorgio Giovannini (it)
- Costumes : Mario Giorsi, Tina Loriedo Grani
- Maquillage : Euclide Santoli
- Producteur : Ferruccio De Martino
- Sociétés de production : Galatea S.P.A., Criterion Film, Société cinématographique Lyre
- Pays de production :  Italie |  France
- Langue originale : italie
- Format : Couleurs par Technicolor - 2,35:1 - Son mono - 35 mm
- Genre : Film de cape et d'épée
- Durée : 98 minutes
- Date de sortie : 
  - Italie : 7 décembre 1961
  - France : 10 juillet 1963

## Distribution
- Giorgio Ardisson (VF : Dominique Paturel) : Erik
- Cameron Mitchell (VF : Jacques Dacqmine) : Eron
- Alice Kessler (VF : Martine Sarcey) : Rama
- Ellen Kessler (VF : Martine Sarcey) : Daya
- Andrea Checchi (VF : François Chaumette) : Sir Rutford
- Jacques Delbò (VF : Lui-même) : Olaf
- Franco Giacobini : Rustichello
- Raffaele Baldassarre (VF : Henry Djanik) : Floki
- Enzo Doria (VF : Hubert Noël) : Bennet
- Gianni Solaro : Ranco
- Franco Ressel (VF : Jean Berger) : Roi Lotar
- Livia Contardi : Hadda
- Folco Lulli : Harald, roi des Vikings
- Loris Loddi : Erik petit
- Renato Navarrini  (VF : Michel Etcheverry) : le père de la vestale
- Françoise Cristophe (VF : Elle-même) : Reine Alice

## Production
La Ruée des Vikings est tourné dans les studios Titanus de Rome.

## Accueil critique
Selon Justin Kwedi dans DVDclassik, « les passages chez les Vikings offrent des intérieur très travaillés où Bava, pour illustrer l'atmosphère païenne des rites nordiques, use d'éclairages et de filtres baroques donnant dans les rouges et violets, le tout accompagné de décors fantaisistes et imposants. A l'opposé, chez les Anglais à l’austérité pieuse, le tout se fait plus sobre et c'est par les intrigues de palais et les manigances fourbes du méchant incarné par Andrea Checchi que se traduit l'atmosphère viciée. [...] Malgré un scénario léger et quelques raccourcis hasardeux, Bava nous [offre] là l'un de ses films les plus spectaculaire et se concluant sur une dernière scène de toute beauté ».